# Naturschutzgebiet Ellerborn

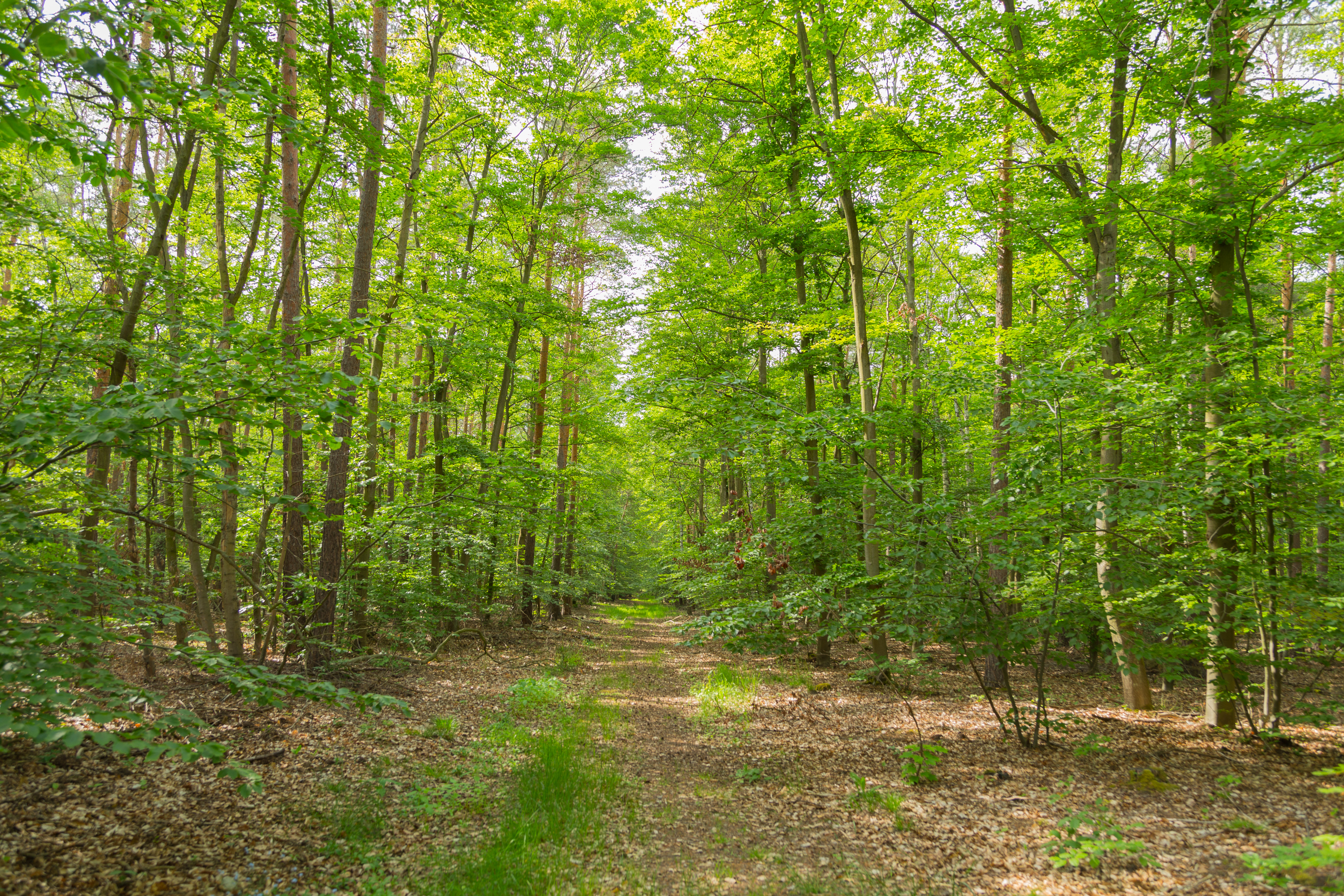
Der südöstliche Teil des Naturschutzgebiets (2021).

Das Naturschutzgebiet Ellerborn liegt im Landkreis Dahme-Spreewald in Brandenburg und gehört zum Biosphärenreservat Spreewald.
Das Naturschutzgebiet erstreckt sich westlich von Neuendorf (Nowa Wjas), einem Ortsteil der Stadt Lübben (Spreewald). Durch den südöstlichen Bereich des Gebietes verläuft die Landesstraße L 49 und westlich die B 87. Südöstlich erstreckt sich das 49,6 ha große Naturschutzgebiet Ribocka, östlich fließen die Hauptspree und der Burg-Lübbener-Kanal.

## Bedeutung
Das rund 57,5 ha große Gebiet mit der Kenn-Nummer 1295 wurde mit Verordnung vom 12. September 1990 unter Naturschutz gestellt. Es handelt sich um „Restbestände natürlicher Waldgesellschaften, insbesondere des Birken-Stieleichenwaldes.“